# Фэн Цзин
Фэн Цзин (кит. упр. 冯敬, пиньинь Féng Jìng, род. 15 января 1985 года) — китайский гимнаст, двукратный чемпион мира по спортивной гимнастике в многоборье (2001) и в командном первенстве (2006), чемпион Азиатских игр в командном первенстве в 2006 году. Вошёл в историю как самый молодой гимнаст, выигравший титул чемпиона мира в 2001 в возрасте 16 лет.

## Спортивная карьера
В 2001 году Федерация спортивной гимнастики Китая решила отправить на Чемпионат мира в Гент второй состав национальной сборной по спортивной гимнастике, в которую также вошёл молодой (16 лет) Фэн Цзин. Представители федерации и тренерский штаб не ожидали от команды выдающихся результатов. Однако, в финале соревнований по многоборью Фэн Цзин выиграл золото. Тем самым став самым молодым спортсменом за всю историю спортивной гимнастике выигравшим титул чемпиона. Также это второй раз в истории гимнастики, когда китайский спортсмен выигрывает золото в многоборье, до Фэн в 1995 году Ли Сяошуан выиграл многоборье на чемпионате. После соревнований Фэн сказал: «Я не ожидал, что  выиграю медаль, когда я приехал в Гент и после того как получил право выступить в финале многоборья. У меня появилась мысль, что я могу выиграть медаль, только в тот момент, когда я занял второе место перед последним своим снарядом.» 